# Джо Колон
Джозеф Деніел «Джо» Колон (англ. Joseph «Joe» Daniel Colon; нар. 22 січня 1991, Клір-Лейк, Айова) — американський борець вільного стилю, бронзовий призер чемпіонату світу, дворазовий Панамериканський чемпіон, володар Кубку світу.

## Життєпис
Виступає за борцівський клуб «Titan Mercury».

## Спортивні результати на міжнародних змаганнях

### Виступи на Чемпіонатах світу
| Змагання                        | Збірна | Вагова категорія          | Місце  |
| ------------------------------- | ------ | ------------------------- | ------ |
| Чемпіонат світу з боротьби 2018 | США    | вільна боротьба, до 61 кг | Бронза |

### Виступи на Панамериканських чемпіонатах
| Змагання                                   | Збірна | Вагова категорія          | Місце  |
| ------------------------------------------ | ------ | ------------------------- | ------ |
| Панамериканський чемпіонат з боротьби 2018 | США    | вільна боротьба, до 61 кг | Золото |
| Панамериканський чемпіонат з боротьби 2019 | США    | вільна боротьба, до 61 кг | Золото |

### Виступи на Кубках світу
| Змагання                    | Збірна | Вагова категорія | Місце  |
| --------------------------- | ------ | ---------------- | ------ |
| Кубок світу з боротьби 2018 | США    | команда          | Золото |

### Виступи на інших змаганнях
| Змагання                                     | Збірна | Вагова категорія          | Місце  |
| -------------------------------------------- | ------ | ------------------------- | ------ |
| Міжнародний меморіал Білла Фаррелла 2014     | США    | вільна боротьба, до 57 кг | Золото |
| Кубок Гранми з боротьби 2015                 | США    | вільна боротьба, до 57 кг | Бронза |
| Турнір Яшара Догу 2015                       | США    | вільна боротьба, до 57 кг | 7      |
| Міжнародний меморіал Дейва Шульца 2017       | США    | вільна боротьба, до 57 кг | Бронза |
| Міжнародний меморіал Дейва Шульца 2017       | США    | вільна боротьба, до 61 кг | Золото |
| Київський Міжнародний турнір з боротьби 2018 | США    | вільна боротьба, до 61 кг | Бронза |
| Меморіал Вацлава Циолковського 2018          | США    | вільна боротьба, до 61 кг | Бронза |
| Турнір Олександра Медведя 2018               | США    | вільна боротьба, до 61 кг | Срібло |
| Гран-прі «Іван Яригін» 2019                  | США    | вільна боротьба, до 61 кг | 8      |
| Турнір Дана Колова — Ніколи Петрова 2019     | США    | вільна боротьба, до 61 кг | 5      |